# Zygopa michaelis
Zygopa michaelis är en kräftdjursart som beskrevs av Lipke Bijdeley Holthuis 1961. Zygopa michaelis ingår i släktet Zygopa och familjen Albuneidae. Inga underarter finns listade i Catalogue of Life.